# Sismos de El Salvador de 2001
Os sismos em El Salvador de 2001 foram dois fortes movimentos telúricos que se registaram em El Salvador em 13 de janeiro e 13 de fevereiro de 2001.
No ano de 2001, El Salvador sofreu dois sismos com um mês de diferença entre eles, o primeiro deu-se no sábado 13 de janeiro às 11h34 da manhã, e o segundo na terça-feira 13 de fevereiro. Ditos sismos afectaram gravemente vários departamentos da república, trazendo consigo destruição e perdas humanas, sendo o principal símbolo destas últimas, o talude de terra que acabou com a vida de centenas de salvadorenhos na Colónia "Las Colinas" em Santa Tecla morreram 700 pessoas, facto ocorrido no primeiro dos terramotos. Estima-se que a cifra total de falecidos para ambos os terramotos ascendeu a 1 259. No plano económico, El Salvador sofreu perdas estimadas de 1 603,8 milhões de dólares, produto de perdas em exportações, danos materiais e danos ambientais. Do mesmo modo, ambos sismos geraram graves perdas culturais, devido à destruição total ou parcial de monumentos nacionais de grande valor para a história nacional.

## Sismos

### Sismo de 13 de janeiro de 2001

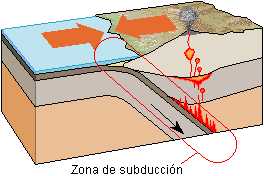
Fenómeno de subdução

Às 11h33 hora local (17h33 UTC) de sábado 13 de janeiro de 2001, um sismo com uma magnitude de 7,7 a 8,0 Mw e uma duração de 45 segundos, ocorrido na costa salvadorenhas, provocou uma grande destruição, principalmente em 172 dos 262 municípios do país, entre os quais podem se mencionar: Santa Ana, Jayaque, Comasagua, Nova San Salvador, San Vicente e San Agustín. Foi o sismo mais forte que tem açoitado ao país após o ocorrido em 10 de outubro de 1986 provocando um grave dano humano, económico e social a El Salvador.
A sacudida foi equivalente a detonar 160 milhões de toneladas de dinamite. A causa do sismo foi o processo de acomodação das placas tectónicas "Cocos" e "Caraíbas", um fenómeno chamado subducção, e cujo epicentro esteve localizado no oceano Pacífico, especificamente a 100 quilómetros da cidade de San Miguel. O hipocentro estava a uma profundidade aproximada de 39 quilómetros.

#### Impacto
O maior impacto do sismo deu-se na Colónia "As Colinas" de Santa Tecla onde um talude de 150 mil metros cúbicos de terra se desprendeu da Cordilheira do Bálsamo, sepultando para perto de 200 casas e com elas muitas pessoas.  Pela envergadura do ocorrido, essa zona converteu-se no principal símbolo do chamado "sábado negro". Num futuro, graças à colaboração de Taiwan por um montante de 2,6 milhões de dólares, construir-se-á em dito lugar um parque memorial em honra a todas as vítimas do sinistro; no entanto, há uma forte oposição por parte dos proprietários que sobreviveram ao sinistro.
Do mesmo modo, outra das zonas que se viu afectada, foi a estrada Pan-Americana, especificamente à altura do turicentro "Los Chorros", onde se deu o desprendimento de uma grande quantidade de metros cúbicos de terra e pedra, o qual sepultou totalmente o trecho da estrada e com ela várias pessoas, afectando desta maneira a principal via de comunicação entre a capital San Salvador e o ocidente do país (Santa Ana, Sonsonate e Ahuachapán) e o vizinho país da Guatemala.

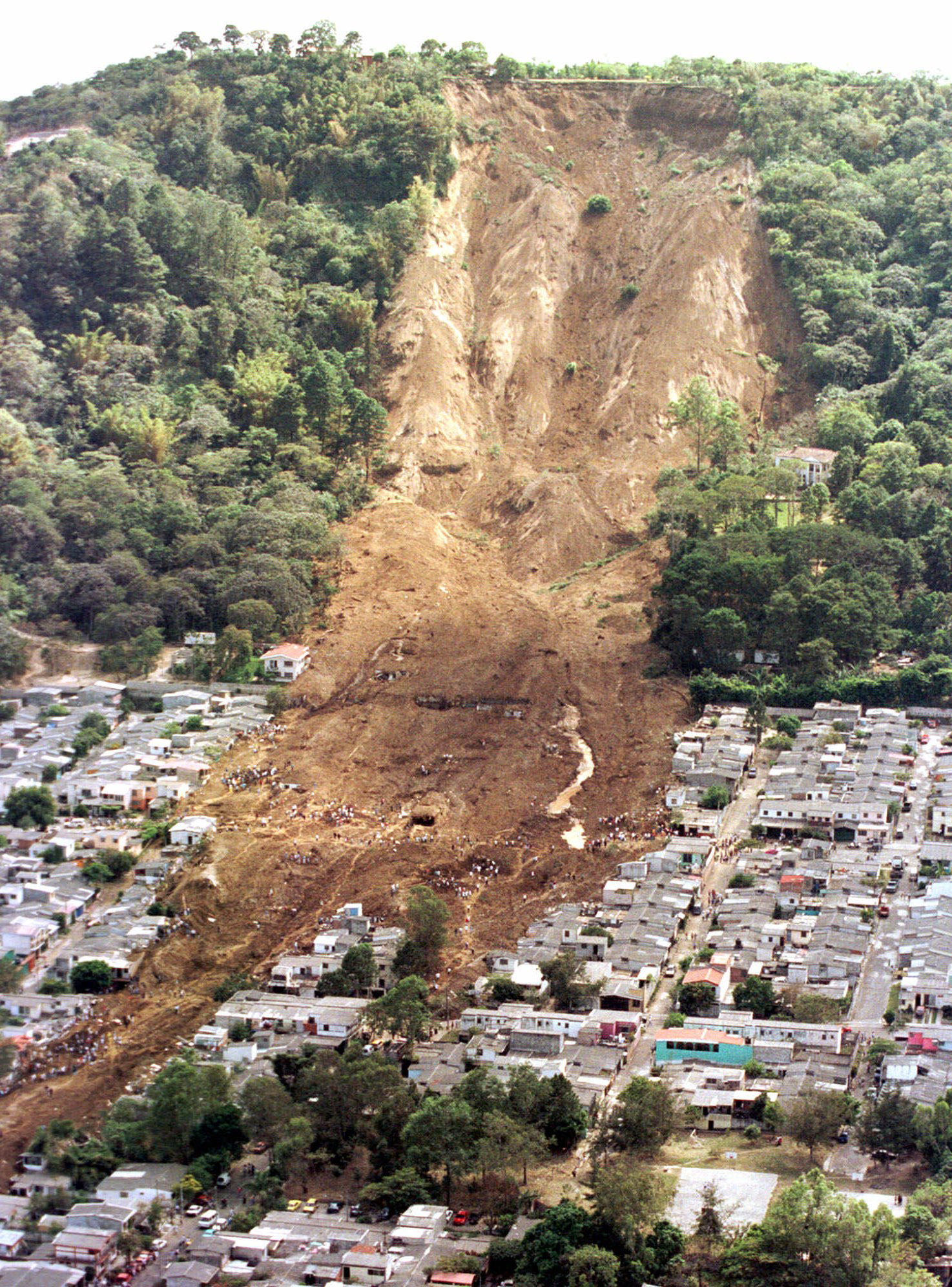
Vista aérea da zona afectada nas Colinas, depois do primeiro terramoto

#### Quantidade de danos e mortos (Sismo de 13 de janeiro de 2001)
Total de baixas humanas: 944 falecidos, 193 soterrados, 125 desaparecidos, 5565 feridos, 1 364 160 danificados, 68.777 evacuações, 39 000 desempregados e 24 000 pescadores artesanais afectados.
Total de cifras materiais: 277 953 moradias incluindo 688 soterradas, 32 000 micros e pequenas empresas destruídas, 1385 escolas (109 destruídas por completo), 94 hospitais, 1155 edifícios públicos, 16 penitenciarias, 43 cresces, 98 monumentos nacionais e aproximadamente a quarta parte de estradas pavimentadas.
Segundo relatório da Comissão Económica para América Latina e o Caraíbas (CEPAL), o total de danos materiais foi de 1255,4 milhões de dólares, dos quais se desprende um total de 823 milhões apenas para o sector privado.

#### Impacto cultural
O sismo de 13 de janeiro deixou um grande impacto na cultura do país, iniciando com que a maioria de danos se deram em igrejas coloniais que tinham suportado o grande número de sismos sofridos na região nos últimos duzentos anos. Segundo informação do Conselho Nacional para a Cultura e a Arte de El Salvador (CONCULTURA), ao menos 28 igrejas coloniais, das 90 existentes, sofreram danos severos, incluindo 6 que são consideradas monumentos nacionais, entre as quais estão: a catedral de Santa Ana e a igreja de Santa Cruz de Roma, localizada em Panchimalco. Por outro lado, em Santa Tecla, onde ocorreu a tragédia das Colinas, o sismo afectou gravemente a sede da Biblioteca Gallardo, a maior biblioteca privada de América Central, aberta ao público em 1948, a qual se desmoronou completamente deixando entre seus escombros uma enorme colecção salvadorenha e importantes instâncias como "Vues des Cordilléres" de Alexander von Humboldt, entre outros. A colecção desta biblioteca possui edições pertencentes aos séculos XVI, XVII e XVIII.

#### Impacto ambiental
De acordo ao relatório apresentado pela Comissão Económica para América Latina e o Caraíbas (CEPAL), o sismo afectou em grande magnitude o meio ambiente do país, fazendo-lhe mais vulnerável ao efeito de fenómenos naturais como furacões. Como efeitos directos do sismo, se tiveram grandes derrubes e deslizamentos de terra, afectando infraestruturas e assentamentos humanos. Deu-se a perda e degradação do solo, afectou-se gravemente zonas agrícolas pela acumulação de sedimentos, teve danos em bacias e avariadas devido à acumulação de escombros, teve perdas na flora e fauna, o qual significou a perda de bens e serviços como lenha, controle de inundações, abastecimento de água, etc. Também se apresentou uma diminuição na actividade pesqueira nas zonas costeiras e perdas consideráveis de plantações de café. Tudo isto deu um total estimado de 67 452 milhões de dólares em perdas por danos directos e indiretos.

### Terramoto do 13 de fevereiro de 2001

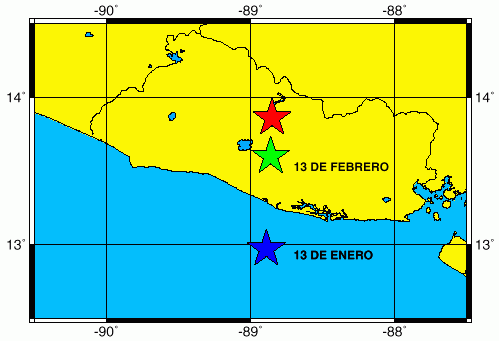
Epicentro dos terramotos: 13 de fevereiro; Vermelho-Diferentes estações sísmicas da América Central, Verde-NEIC (Estados Unidos). 13 de janeiro; Azul-NEIC (Estados Unidos)

Exactamente a um mês de ocorrido o primeiro sismo , ocorreu outro no dia terça-feira 13 de fevereiro de 2001.
O sismo ocorreu às 08:22 hora local (14:22 UTC) com uma magnitude de 6,6 Mw e uma profundidade de 13 km com uma duração de 20 segundos, com epicentro em San Pedro Nonualco La Paz. Os departamentos mais afectados por este sismo foram: Cuscatlán, San Vicente e La Paz. A maioria das vítimas encontravam-se nos departamentos de Cuscatlan (165 mortos), San Vicente (87 mortos) e La Paz (63 mortos) .

#### Cifras
As perdas humanas deram um balanço de 315 falecidos, 3399 feridos, 252 622 danificados, 37 desaparecidos, entre outros. Perdas materiais: 57 008 moradias destruídas, 82 edifícios públicos, 111 escolas e 41 hospitais.
Alguns dos sectores afectados pelo terramoto foram: San Martín, San Salvador, San Miguel, San Juan Tepezontes e Candelaria no Departamento de Cuscatlán onde se registou uma das piores desgraças já que alguns meninos morreram soterrados numa escola. Registaram-se derrubes nos vulcões de Santa Ana e San Vicente, a cordilheira do Bálsamo, montes San Jacinto e Las Pavas. O epicentro do sismo foi localizado a uns 30 quilómetros de San Salvador, entre os departamentos de La Paz e Cuscatlán, a uma profundidade focal de 13,9 quilómetros, segundo o Centro de Informação de Terramotos de Estados Unidos. Ao todo, as cifras unidas com as do terramoto do 13 de janeiro deram um total estimado de perdas de 1 603,8 milhões de dólares, equivalentes ao 12,1 % do PIB, 43,5 % das exportações e ao 75 % do orçamento geral da nação para o ano 2001.